# Witthaya Thamwong
Witthaya Thamwong, född 18 september 1987, är en thailändsk bågskytt. Han kom på delad 33:e plats vid OS 2012 och på delad 9:e plats vid OS 2016. I maj 2017 var han rankad på 27:e plats i världen, vilket var den bästa position han nådde under karriären.